# بنجامین ایوان اینسورث
بنجامین ایوان اِینزورث (انگلیسی: Benjamin Evan Ainsworth؛ زاده ۲۵ سپتامبر ۲۰۰۸) یک بازیگر کودک بریتانیایی است. او برای ایفای نقش مایلز در سریال تسخیرشدگی عمارت بلای (۲۰۲۰) از نتفلیکس، ویلیام در فلورا و اولیس (۲۰۲۱) از دیزنی و صدای پینوکیو در بازسازی لایو اکشن دیزنی شناخته شده‌است.

## زندگی‌نامه
آینسورث در روستای لوند در ریدینگ شرقی یورک‌شر بزرگ شد و در مدرسه تئاتر درام نورترن لایتز در کینگستون آپون هال شرکت کرد. او اولین حضور خود را در تلویزیون در سن ده سالگی در سریال تلویزیونی امردیل از آی‌تی‌وی در سال ۲۰۱۸ انجام داد، و در همان سال در تولیدی از پریسیلیا، ملکه صحرا در کشتی مسافربری نروجین اپیک ظاهر شد.
او دو سال بعد در اولین ساختهٔ اصلی خود به عنوان مایلز در سریال نتفلیکس تسخیرشدگی عمارت بلای (۲۰۲۰)، که ادامه سریال تسخیرشدگی خانه هیل است، شروع به کار کرد. آینزورث در فیلم فلورا و اولیس از دیزنی بازی کرد که در سال ۲۰۲۱ در دیزنی پلاس منتشر شد.
او در سال ۲۰۲۲ صداپیشگی شخصیت عنوان را در بازسازی لایو اکشن پینوکیو از دیزنی انجام داد.

## فیلم‌شناسی
| به فیلم‌هایی اشاره دارد که هنوز اکران نشده‌اند | به فیلم‌هایی اشاره دارد که هنوز اکران نشده‌اند |

| سال  | عنوان             | نقش            | استودیو |
| ---- | ----------------- | -------------- | ------- |
| ۲۰۲۰ | مرد بازیافت       | یعقوب          | مستقل   |
| ۲۰۲۱ | فلورا و اولیس     | ویلیام اسپایور | دیزنی   |
| ۲۰۲۲ | پینوکیو           | پینوکیو (صدا)  | دیزنی   |
| TBA  | همش سرگرمی و بازی | TBA            | TBA     |

| سال  | عنوان                | نقش          | استودیو        | یادداشت         |
| ---- | -------------------- | ------------ | -------------- | --------------- |
| ۲۰۱۸ | امردیل               | بچه مدرسه‌ای  | آی‌تی‌وی         | قسمت شماره ۸۱۲۵ |
| ۲۰۲۰ | تسخیرشدگی عمارت بلای | مایلز وینگرو | نتفلیکس        | نقش اصلی        |
| ۲۰۲۲ | پسر کریچ             | مارک کریچ    | سی‌بی‌سی تله‌ویژن | نقش اصلی        |
| ۲۰۲۲ | سندمن                | الکس برگس    | نتفلیکس        | TBA             |